# Sancha Bermudes de Trava
Sancha Bermudes de Trava (antes de 1142 - c.1208), foi uma rica-dona galega e, por casamento, senhora de várias honras em Portugal.

## Primeiros anos
Sancha era filha do magnate galego Bermudo Peres de Trava, da família de Trava, uma das mais influentes famílias da Galiza medieval, e da infanta portuguesa Urraca Henriques de Portugal. Bermudo fora amante da rainha Teresa de Leão, e Urraca era uma das filhas desta do seu casamento com o conde Henrique de Borgonha. Sancha era, portanto, sobrinha de Afonso Henriques, que viria a tornar-se no primeiro rei de Portugal. Sancha deveria ser das filhas mais novas do casal, tendo em conta a data tardia da sua morte. 
A primeira notícia de Sancha deverá ser de 4 de fevereiro de 1142, quando confirma o testamento paterno com os seus irmãos . Confirmou também com os irmãos, a 13 de setembro de 1145, uma doação da irmã, Urraca Bermudes I de Trava, da Igreja de Xonroso ao Mosteiro de Sobrado.

## Casamento
Sancha desposou, em 1152, Soeiro Viegas de Ribadouro, proveniente de uma das mais importantes e influentes famílias na corte portuguesa: a Casa de Riba Douro. De facto, Soeiro era filho do célebre magnate Egas Moniz IV de Ribadouro e da sua segunda (ou única) esposa, Teresa Afonso de Celanova. Soeiro elaborou uma carta de arras para Sancha, na qual lhe legava diversos bens, importantes para o seu sustento, com a importante cláusula que, caso enviuvasse e casasse de novo, perderia os direitos àqueles bens.
O seu esposo entra na corte portuguesa por volta de 1157, onde, em 1164, ganha o título de tenente de Lamego, provavelmente herdado do irmão, Lourenço Viegas de Ribadouro. 
Sancha parece não ter deixado de visitar a sua família na Galiza, pois pelo menos uma vez isto se comprova, a 15 de dezembro de 1165 (estando já Sancha casada), a sua confirmação numa doação conjunta de vários filhos de Bermudo Peres de Trava das salinas de Mariñán, em Bergondo (Galiza) ao Mosteiro de Sobrado. 

### A gestão dos bens familiares
Sancha recebeu vários bens do marido, que, por herança e doações, era senhor de numerosos e grandes haveres ou honras por todo o Ribadouro, especialmente desde cerca de Lamego e Tarouca até aos rios Paiva e Távora. Aproveitando a sua posição na corte como tenente, o seu marido dava cartas de povoação ou aforamentos e diplomas de foral, facilitando assim o repovoamento e a agricultura pela redução das quotas tributárias, ações que ela incentivava assinando juntamente com ele várias destas cartas e diplomas.  Um exemplo é a carta da vila de Ponte de Távora (atualmente Vila da Ponte), perto de Sernancelhe, passada por Soeiro e Sancha. Participou também em várias doações e vendas ao Mosteiro de Salzedas, como a venda de propriedades na atual freguesia de Cambres (Lamego) em 1187, por trezentos maravedis.

## Morte e posteridade
Sancha deverá ter falecido por volta de 1208, e ter-se-há feito sepultar no Mosteiro de Salzedas, (junto ao seu esposo), ao qual havia feito numerosas doações em vida.

## Casamento e descendência
Sancha terá desposado, por volta de 1152, Soeiro Viegas de Ribadouro, filho do célebre magnate Egas Moniz IV de Ribadouro e de Teresa Afonso de Celanova. Desta união nasceram:
- Bermudo Soares de Ribadouro (m. c.1191) associado à tenência de Lamego, não sobreviveu muito tempo ao pai;
- Lourenço Soares de Ribadouro (m. 1222), importante rico-homem e um dos poucos que apoiou Afonso II de Portugal contra as suas irmãs;
- Teresa Soares de Ribadouro (m. depois de 1243), desposou o importante rico-homem Gonçalo Mendes II de Sousa.